# Xã Burlington, Quận Coffey, Kansas
Xã Burlington (tiếng Anh: Burlington Township) là một xã thuộc quận Coffey, tiểu bang Kansas, Hoa Kỳ. Năm 2010, dân số của xã này là 341 người.